# Paravilla parasitica
Paravilla parasitica är en tvåvingeart som beskrevs av Hall 1981. Paravilla parasitica ingår i släktet Paravilla och familjen svävflugor. Inga underarter finns listade i Catalogue of Life.